# Municipio de Jordan (Iowa)
El municipio de Jordan (en inglés: Jordan Township) es un municipio ubicado en el condado de Monona en el estado estadounidense de Iowa. En el año 2010 tenía una población de 162 habitantes y una densidad poblacional de 1,73 personas por km².

## Geografía
El municipio de Jordan se encuentra ubicado en las coordenadas 41°59′52″N 95°50′36″O / 41.99778, -95.84333. Según la Oficina del Censo de los Estados Unidos, el municipio tiene una superficie total de 93.78 km², de la cual 93,49 km² corresponden a tierra firme y (0,31 %) 0,29 km² es agua.

## Demografía
Según el censo de 2010, había 162 personas residiendo en el municipio de Jordan. La densidad de población era de 1,73 hab./km². De los 162 habitantes, el municipio de Jordan estaba compuesto por el 100 % blancos. Del total de la población el 0,62 % eran hispanos o latinos de cualquier raza.